# Moise Joseph
Moise Joseph (Miami, 27 dicembre 1981) è un ex mezzofondista haitiano con cittadinanza statunitense, specializzato negli 800 metri piani.

## Biografia
Nato in Florida, dopo le scuole superiori viene ingaggiato nel 2000 dall'Università della Florida per far parte del team di atletica leggera dell'università e partecipato ai campionati NCAA negli 800 metri piani.

Dopo aver preso parte ai Campionati NACAC under 25 del 2002 con la nazionale statunitense, dal 2004 ha optato per gareggiare con i colori di Haiti (patria dei genitori) nelle competizioni internazionali, in tempo per poter prendere parte ai Giochi olimpici di Atene 2004. Successivamente ha preso parte ad alcune edizioni dei Mondiali e soprattutto di eventi regionali. Nel 2012 ha partecipato alla sua seconda Olimpiade a Londra 2012, senza andare oltre le batterie.

## Palmarès
| Anno                                | Manifestazione       | Sede           | Evento      | Risultato  | Prestazione | Note |
| ----------------------------------- | -------------------- | -------------- | ----------- | ---------- | ----------- | ---- |
| In rappresentanza degli Stati Uniti |                      |                |             |            |             |      |
| 2002                                | Campionati NACAC U25 | San Antonio    | 800 m piani | 5º         | 1'49"62     |      |
| In rappresentanza di Haiti          |                      |                |             |            |             |      |
| 2004                                | Giochi olimpici      | Atene          | 800 m piani | Batteria   | 1'48"15     |      |
| 2005                                | Campionati CAC       | Nassau         | 800 m piani | Bronzo     | 1'49"60     |      |
| 2005                                | Mondiali             | Helsinki       | 800 m piani | Batteria   | 1'48"29     |      |
| 2006                                | Mondiali indoor      | Mosca          | 800 m piani | Batteria   | 1'48"33     |      |
| 2006                                | Giochi CAC           | Cartagena      | 800 m piani | 4º         | 1'47"93     |      |
| 2007                                | Campionati NACAC     | San Salvador   | 800 m piani | Bronzo     | 1'50"25     |      |
| 2007                                | Giochi panamericani  | Rio de Janeiro | 800 m piani | Semifinale | 1'48"35     |      |
| 2008                                | Mondiali indoor      | Valencia       | 800 m piani | Batteria   | 1'49"70     |      |
| 2008                                | Campionati CAC       | Cali           | 800 m piani | 4º         | 1'48"62     |      |
| 2009                                | Mondiali             | Berlino        | 800 m piani | Semifinale | 1'45"87     |      |
| 2010                                | Mondiali indoor      | Doha           | 800 m piani | Batteria   | 1'50"43     |      |
| 2010                                | Giochi CAC           | Mayagüez       | 800 m piani | Argento    | 1'47"79     |      |
| 2011                                | Campionati CAC       | Mayagüez       | 800 m piani | Argento    | 1'48"94     |      |
| 2011                                | Campionati CAC       | Mayagüez       | 4×400 m     | 8º         | 3'10"28     |      |
| 2011                                | Giochi panamericani  | Guadalajara    | 800 m piani | 8º         | 1'54"88     |      |
| 2011                                | Mondiali             | Taegu          | 800 m piani | Batteria   | 1'48"17     |      |
| 2012                                | Giochi olimpici      | Londra         | 800 m piani | Batteria   | 1'48"46     |      |
| 2014                                | Giochi CAC           | Veracruz       | 800 m piani | Batteria   | 1'52"69     |      |
| 2015                                | Campionati NACAC     | San José       | 800 m piani | Batteria   | 51"36       |      |